# 이벤 예일레
이벤 예일레(덴마크어: Iben Hjejle, 1971년 3월 22일 ~ )는 덴마크의 배우이다. 다수의 덴마크 TV 드라마에 출연했으며, 《사랑도 리콜이 되나요》(2000), 《디파이언스》(2008) 등의 할리우드 영화에도 출연했다.

## 출연 작품
- 퍽 업 (2012)
- 스톡홀름 이스트 (2011)
- 크로븐: 더 무비 (2010)
- 더 이스케이프 (2009)
- 셰리 (2009)
- 더 이클립스 (2009)
- 토성으로의 여행 (2008)
- 오! 마이 보스! (2006)
- 굿 캅 (2004)
- 드리밍 오브 줄리아 (2003)
- 안나스 데이 (2003)
- 올드 맨 인 뉴 카 (2002)
- 황제의 새옷 (2001)
- 사랑도 리콜이 되나요 (2000)
- 악령 (1999)
- 미후네 (1999)